# Ovington (Hampshire)
Ovington – wieś w Anglii, w Hampshire, w dystrykcie Winchester, w civil parish Itchen Stoke and Ovington, położona nad rzeką Itchen, na skraju parku narodowego South Downs. Leży 8 km od miasta Winchester, 22,8 km od miasta Southampton i 91,6 km od Londynu. W 1931 roku civil parish liczyła 139 mieszkańców.